# Nyagafunzo (vattendrag i Burundi, Ngozi)
Nyagafunzo är ett vattendrag i Burundi.   Det ligger i provinsen Ngozi, i den norra delen av landet, 80 km nordost om huvudstaden Bujumbura.
Omgivningarna runt Nyagafunzo är en mosaik av jordbruksmark och naturlig växtlighet. Runt Nyagafunzo är det tätbefolkat, med 570 invånare per kvadratkilometer.